# Granični prijelaz Nasib
Granični prijelaz Nasib (arapski: مركز نصيب الحدودي) je međunarodni granični prijelaz između Sirije i Jordana. Jedan je od najprometnijih graničnih prijelaza u Siriji, a nalazi se na međunarodnoj autocesti Damask-Amman u blizini Nasiba u Siriji. To je glavni prijelaz za sirijski izvoz u Jordan i zemlje GCC-a. U travnju 2015. prijelaz je pao pod nadzor Slobodne sirijske vojske i fronta al-Nusra tijekom bitke kod graničnog prijelazu Nasib. Dana 6. srpnja 2018. sirijska vojska ponovno je zauzela granični prijelaz Nasib u ofenzivi u južnoj Siriji 2018. godine.
Granični prijelaz Nasib službeno je ponovno otvoren 15. listopada 2018.
Nakon što se ponovno zatvorio zbog pandemije COVID -a 2020. godine, kao i sukoba u Darai 2021. godine, granični prijelaz Nasib ponovno je otvoren 29. rujna 2021.